# グループK21
グループK21とは、関西のフリージャーナリストグループで、主に部落問題における同和利権問題、暴力団問題をテーマに著作活動を行っている。

## 著作
- 『同和利権の真相』シリーズ（宝島社、別冊宝島Real、2003～2005年）
- 『ハンナン浅田満「食肉利権」の闇』（宝島社、同、2004年）
- 『武富士サラ金帝国の闇』（講談社、2004年）
- 『大阪に蠢く懲りない面々　水面下の黒い攻防』（講談社、講談社＋α文庫、2004年）
- 『関西に蠢く懲りない面々　暴力とカネの地下水脈』（講談社、同、2004年）
- 『新関西に蠢く懲りない面々』（かもがわ出版、2002年）
- 『西本願寺「スキャンダル」の真相！　日本最大仏教教団の“経済犯罪”から“セクハラ暴力”』（宝島社、別冊宝島Real、2001年）
- 『闇の帝王〈許永中〉 追跡20年!』（宝島社、宝島社文庫、2001年）
- 『関西に蠢くまだ懲りない面々』（かもがわ出版、1998年、2000年）
- 『ナニワ金融界の懲りない面々続・関西に蠢く懲りない面々』（かもがわ出版、1996年）
- 『関西に蠢く懲りない面々続・京に蠢く懲りない面々』（かもがわ出版、1994年）